# اره فارسی‌بر
اره فارسی‌بُر اره‌ای است دستی یا برقی که برای برش و اتصال فارسی استفاده می‌شود.
اره فارسی‌بر رومیزی از یک اره ظریف بُر پشت‌دار یا بدون‌پشت تشکیل‌شده که روی بازوی آن میله‌های متحرکی قرار دارد. به‌طور کلی برش ۴۵ درجه را در کارهای صنایع چوب، فارسی می‌گویند و چون از این اره بیشتر در کارهای زاویه‌بُری استفاده می‌شود، نام آن را اره فارسی‌بُر گذاشته‌اند.
بازو و میله‌های اره فارسی‌بر نسبت به صفحه زیر دستگاه در جهت افقی تغییر زاویه می‌دهند این عمل به وسیله اهرم یا دکمه‌ای که در زیر صفحه اره نصب شده‌است، انجام می‌شود. با استفاده از اهرم تنظیم می‌توان تیغه اره را روی زوایای مورد نیاز تنظیم کرد وچوب را در زوایای مخلف برش داد.در بعضی از اره‌های فارسی‌بر برای محکم کردن قطعه کار روی صفحه اره از گیره‌های مخصوصی استفاده می‌شود.

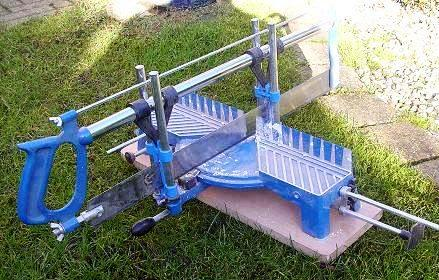
یک اره فارسی‌بُر دستی

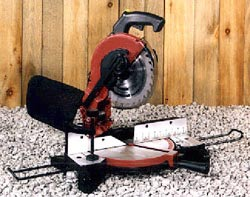
یک اره فارسی‌بر موتوردار